# ディエゴ・トージ
ディエゴ・トージ（Diego Tosi、1981年7月14日 - ）は、フランスのヴァイオリニスト。

## 経歴
5歳よりヴァイオリンをはじめ、フィリップ・コーヴェルに師事。その後ペルピニャン＝メディテラネ音楽院でジャン・レネーの指導を受けた。1998年からパリ国立高等音楽・舞踊学校でジャン＝ジャック・カントロフの下で研鑽を積み、アレクサンドル・ベンドルスキーのマスタークラスに参加したり、ミリアム・フリードから助言指導を受けたりした。2004年にパガニーニ国際コンクールで6位入賞を果たした。
2010年よりトータヴェル音楽祭の芸術監督を務める。

## 家族・親族
- 父：父は指揮者のダニエル・トージ。